# Das Traumschiff: Rio
Das Traumschiff: Rio ist ein deutscher Fernsehfilm von Alfred Vohrer aus dem Jahr 1984. Es ist der zwölfte Film der Reihe Das Traumschiff des Fernsehsenders ZDF.

## Handlung
Die Handlung besteht aus drei Geschichten, die jeweils einen eigenen Untertitel haben und wie üblich nebeneinander spielen.
Nachbarn
Otto Siwalski und Fritz Hellmann, einst Freunde im Fußballverein, und ihre Frauen Cilly und Ilse sind Nachbarn und seit Jahren zerstritten. Folglich sind sie wenig begeistert, dass sie mit den jeweils Anderen in den nächsten Wochen auf einem Schiff sind. Ihre Kinder, Marina Siwalski und Hannes Hellmann, haben das arrangiert, weil sie sich verlobt haben und dies nun ihren Eltern beibringen wollen. Bei einem Fußballspiel Crew gegen Passagiere im berühmten Stadion Maracanã, bei dem die beiden Männer gemeinsam für das Siegtor sorgen, versöhnen sie sich, womit Marina und Hannes der Bekanntgabe ihrer Verlobung nichts mehr im Weg steht.
Tochter des Chefs
Udo Limbach hat ein Auge auf Dina geworfen, die Tochter von Bernhard Roor. Er stellt sich ihr vor und erfährt, dass sie taub ist. Dennoch fühlen sich die beiden zueinander hingezogen, spielen auf dem Deck Schach, tanzen und verbringen den Rest der Reise miteinander. Udo hat Herrn Rohr verschwiegen, dass er ihn kennt und weiß, dass dieser sein Chef ist. Doch Bernhard sagt, er kenne die meisten seiner Mitarbeiter und habe von Anfang an gewusst, dass Udo für ihn arbeitet.
Der Falschspieler
Michael Gaven ist ein Kartenbetrüger und nimmt im Spielraum des Schiffes die Passagierin Dora Mikulaitis aus. Die Nonne Schwester Agathe erkennt das; sie ist ebenfalls sehr geschickt mit Karten und hatte in der Vergangenheit mit einigen Spielbetrügern zu tun, die sie zurück auf die richtige Bahn gebracht hat. So verfährt sie auch mit Michael. Am Ende kommen sich Michael und sein ehemaliges Opfer Dora näher.

## Produktion
Gedreht wurde zum sechsten und letzten Mal auf dem Schiff Astor, das zu Beginn aus dem Hamburger Hafen ausläuft, und in Rio de Janeiro.
Es ist der sechste Film der Reihe mit Heinz Weiss als Kapitän Heinz Hansen.

## Veröffentlichung
Die Erstausstrahlung war am Neujahrstag, am Sonntag, den 1. Januar 1984 im ZDF. Der Film ist der erste der Traumschiff-Reihe, dessen Erstausstrahlung am Neujahrstag war, was sich später zu einer langen Tradition entwickelte, die es bis heute ist.
Früher vorrangig unter den drei Untertiteln der einzelnen Geschichten genannt, wurde zusätzlich Brasilien angefügt. Heute führt der Sender den Film unter dem Titel Rio, in Abgrenzung zum 15. Teil der Reihe aus dem Jahr 1987, dessen Reiseziel ebenfalls Brasilien ist.